# TsUM
TsUM (in russo ЦУМ?, abbreviazione di in russo Центральный универсальный магазин?, tradotto «Magazzini Centrali Universali»)  è uno dei più celebri grandi magazzini di Mosca. È situato sulla via Petrovka, in uno storico palazzo, nei pressi del Teatro Bolshoi.

## Storia

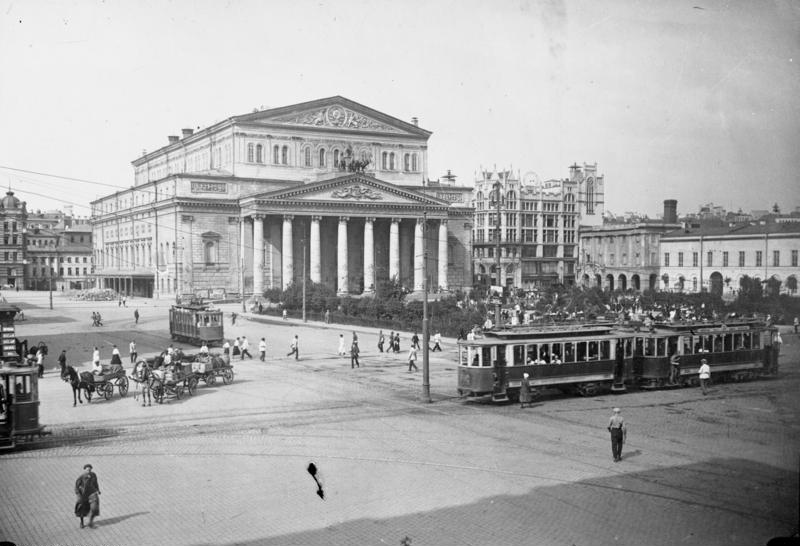
TsUM a fianco del Teatro Bolshoi

Nel 1857 due commercianti scozzesi, Andrew Muir e Archibald Mirrielees, fondarono una compagnia commerciale denominata Muir et Mirrielees. Questa società acquistò nel 1880 il palazzo sulla piazza Teatralnaya per farne la sua sede commerciale.
Nel 1908 venne costruito un nuovo palazzo in stile neogotico. Questo progetto fu realizzato dal celebre architetto Roman Klein. Muir et Mirrielees divenne così il primo magazzino di così grandi dimensioni in Russia, dove era possibile trovare moltissime merci, dall'abbigliamento alle calzature, dalla gioielleria ai profumi ai giocattoli.
L'attuale immagine di TsUM è stata creata e modificata in epoche diverse. L'ultima ristrutturazione è del 2007.

## TsUM oggi
Oggi TsUM è uno dei luoghi più conosciuti della città, sia come centro commerciale che come meta turistica.